# Zbrodnie po sąsiedzku
Zbrodnie po sąsiedzku (oryg. Only Murders in the Building) – amerykański kryminalny serial komediowy z 2021 roku stworzony przez Steve’a Martina i Johna Hoffmana. W głównych rolach wystąpili: Steve Martin, Martin Short, Selena Gomez, Aaron Dominguez, Amy Ryan, Cara Delevingne i Michael Cyril Creighton.
Serial opowiada o trójce nieznajomych, którzy mają obsesję na punkcie podcastu kryminalnego. Kiedy w ich apartamentowcu „Arconia” dochodzi do śmierci jednego z mieszkańców, co policja uznaje za samobójstwo, postanawiają uruchomić własny podcast na temat śledztwa w sprawie tej śmierci.
Pierwszy sezon Zbrodni po sąsiedzku zadebiutował 31 sierpnia 2021 roku w serwisie Hulu, natomiast w Polsce pojawił się 14 czerwca 2022 roku na Disney+. We wrześniu 2021 roku został zamówiony drugi sezon serialu, który miał swoją premierę 28 czerwca 2022 roku, natomiast w lipcu 2022 roku zamówiono trzeci, który zadebiutował 8 sierpnia 2023 roku. W październiku 2023 roku zapowiedziano, że powstanie czwarty sezon, który premierę miał 27 sierpnia 2024 roku. We wrześniu 2024 roku potwierdzono, że piąty sezon jest w produkcji. Zbrodnie po sąsiedzku otrzymały pozytywne recenzje od krytyków, a ich pierwszy sezon był najchętniej oglądanym serialem komediowym Hulu. 

## Obsada

### Główne role
- Steve Martin jako Charles-Haden Savage, emerytowany aktor, który był gwiazdą popularnego serialu kryminalnego z lat dziewięćdziesiątych, Brazzos[3][4].
- Martin Short jako Oliver Putnam, borykający się z problemami finansowymi reżyser na Broadwayu[3][4].
- Selena Gomez jako Mabel Mora, młoda kobieta, która remontuje mieszkanie dla swojej ciotki[3][4].
- Aaron Dominguez(inne języki) jako Oscar, przyjaciel Mabel i Tima, który został niesłusznie skazany za morderstwo ich przyjaciółki Zoe dziesięć lat temu i niedawno został zwolniony z więzienia[5][4].
- Amy Ryan jako Jan, fagocistka, która zaczyna spotykać się z Charlesem[6][4].
- Cara Delevingne jako Alice Banks, obiekt uczuć Mabel, która pracuje w galerii[7][8].
- Michael Cyril Creighton(inne języki) jako Howard Morris[4][9]

### Role drugoplanowe
- Vanessa Aspillaga jako Ursula[4]
- Ryan Broussard jako Will Putnam[10]
- Julian Cihi jako Tim Kono[4]
- Tina Fey jako Cinda Canning[2]
- Adina Verson jako Poppy White/Becky Butler[11]
- Jackie Hoffman(inne języki) jako Uma Heller[10]
- Jayne Houdyshell(inne języki) jako Bunny[10]
- Da’Vine Joy Randolph jako Williams[4]
- James Caverly jako Theo Dimas[12]
- Zainab Jah(inne języki) jako Ndidi Idoko[10]
- Russell G. Jones jako Grover Stanley[10]
- Nathan Lane jako Teddy Dimas[4]
- Teddy Coluca(inne języki) jako Lester[13]
- Jaboukie Young-White(inne języki) jako Sam[14]
- Daniel Oreskes(inne języki) jako Marv[14]
- Ali Stroker(inne języki) jako Paulette[12]
- Orson Hong jako Grant[14]
- Michael Rapaport jako Kreps[15][8]
- Christine Ko jako Nina Lin[8]
- Zoe Colletti(inne języki) jako Lucy[8]
- Ariel Shafir jako Ivan[11]
- Paul Rudd jako Ben Glenroy[11][16]
- Meryl Streep jako Loretta Durkin[16]
- Ashley Park jako Kimber[16]
- Jesse Williams jako Tobert

{{Układ wielokolumnowy}} Nieznane pola: 2.

### Role gościnne
- Sting jako on sam[2][10]
- Adriane Lenox(inne języki) jako Roberta[17]
- Olivia Reis jako Zoe Cassidy[10]
- Anthony Ruiz jako Jose Torres[18]
- Roy Wood Jr.(inne języki) jako Vaughn[12]
- Jacob Ming-Trent jako Lucian[12]
- Jimmy Fallon jako on sam[13]
- Mandy Gonzalez(inne języki) jako Silvia Mora[12]
- Jane Lynch jako Sazz Pataki[12]
- Amy Schumer jako ona sama[19][8]
- Shirley MacLaine jako Rose Cooper[19][8]
- Andrea Martin jako Joy[11]
- Jason Veasey jako Jonathan[11]
- Damani Varnado jako Liam Grimsby[11]

## Emisja
Pierwszy sezon Zbrodni po sąsiedzku zadebiutował 31 sierpnia 2021 roku w serwisie Hulu w Stanach Zjednoczonych. Od tego samego dnia był on dostępny poza Stanami w serwisie Disney+ pod marką „Star” oraz w Ameryce Łacińskiej na Star+. 3 września pojawił się w wybranych krajach na Disney+ Hotstar. Premiera drugiego sezonu została zapowiedziana na 28 czerwca 2022 roku na Hulu. W Polsce pierwszy sezon zadebiutował 14 czerwca 2022 roku na Disney+. Drugi sezon miał swoją premierę 28 czerwca 2022 roku równocześnie w Stanach w serwisie Hulu oraz poza Stanami, w tym w Polsce, na Disney+. 8 sierpnia 2023 roku zadebiutował trzeci sezon równocześnie w Stanach Zjednoczonych na Hulu oraz poza Stanami, w tym w Polsce, na Disney+.

### Przegląd sezonów
| Sezon | Sezon | Odcinki | Oryginalna emisja (Stany Zjednoczone) | Oryginalna emisja (Stany Zjednoczone) | Oryginalna emisja (Polska) | Oryginalna emisja (Polska) |
| Sezon | Sezon | Odcinki | Premiera sezonu                       | Finał sezonu                          | Premiera sezonu            | Finał sezonu               |
| ----- | ----- | ------- | ------------------------------------- | ------------------------------------- | -------------------------- | -------------------------- |
|       | 1     | 10      | 31 sierpnia 2021                      | 19 października 2021                  | 14 czerwca 2022            | 14 czerwca 2022            |
|       | 2     | 10      | 28 czerwca 2022                       | 23 sierpnia 2022                      | 28 czerwca 2022            | 23 sierpnia 2022           |
|       | 3     | 10      | 8 sierpnia 2023                       | 3 października 2023                   | 8 sierpnia 2023            | 3 października 2023        |
|       | 4     | 10      | 27 sierpnia 2024                      | 29 października 2024                  | 27 sierpnia 2024           | 29 października 2024       |

## Lista odcinków

### Sezon 1 (2021)
| №  | Nr | Tytuł                                | Tytuł polski                      | Reżyseria           | Scenariusz                       | Premiera (Hulu)      | Premiera w Polsce (Disney+) |
| -- | -- | ------------------------------------ | --------------------------------- | ------------------- | -------------------------------- | -------------------- | --------------------------- |
| 1  | 1  | True Crime                           | Prawdziwa zbrodnia                | Jamie Babbit        | Steve Martin, John Hoffman       | 31 sierpnia 2021     | 14 czerwca 2022             |
| 2  | 2  | Who Is Tim Kono?                     | Kim jest Tim Kono?                | Jamie Babbit        | Kirker Butler                    | 31 sierpnia 2021     | 14 czerwca 2022             |
| 3  | 3  | How Well Do You Know Your Neighbors? | Jak dobrze znasz swoich sąsiadów? | Gillian Robespierre | Ben Smith                        | 31 sierpnia 2021     | 14 czerwca 2022             |
| 4  | 4  | The Sting                            | Sting                             | Gillian Robespierre | Kristin Newman                   | 7 września 2021      | 14 czerwca 2022             |
| 5  | 5  | Twist                                | Twist                             | Don Scardino        | Thembi Banks                     | 14 września 2021     | 14 czerwca 2022             |
| 6  | 6  | To Protect and Serve                 | Chronić i służyć                  | Don Scardino        | Madeleine George, Kim Rosenstock | 21 września 2021     | 14 czerwca 2022             |
| 7  | 7  | The Boy from 6B                      | Chłopak spod 6B                   | Cherien Dabis       | Stephen Markley, Ben Philippe    | 28 września 2021     | 14 czerwca 2022             |
| 8  | 8  | Fan Fiction                          | Fan fiction                       | Cherien Dabis       | Matteo Borghese, Rob Turbovsky   | 5 października 2021  | 14 czerwca 2022             |
| 9  | 9  | Double Time                          | Nadgodziny                        | Jamie Babbit        | John Hoffman, Kristin Newman     | 12 października 2021 | 14 czerwca 2022             |
| 10 | 10 | Open and Shut                        | Otwarte i zamknięte               | Jamie Babbit        | John Hoffman, Rachel Burger      | 19 października 2021 | 14 czerwca 2022             |

### Sezon 2 (2022)
| №  | Nr | Tytuł                        | Tytuł polski               | Reżyseria     | Scenariusz                                   | Premiera (Hulu)  | Premiera w Polsce (Disney+) |
| -- | -- | ---------------------------- | -------------------------- | ------------- | -------------------------------------------- | ---------------- | --------------------------- |
| 11 | 1  | Persons of Interest          | Zeinteresowane osoby       | John Hoffman  | John Hoffman, Noah Levine                    | 28 czerwca 2022  | 28 czerwca 2022             |
| 12 | 2  | Framed                       | Wrobieni                   | John Hoffman  | Kristin Newman                               | 28 czerwca 2022  | 28 czerwca 2022             |
| 13 | 3  | The Last Day of Bunny Folger | Ostatni dzień Bunny Folger | Jude Weng     | Ben Smith                                    | 5 lipca 2022     | 5 lipca 2022                |
| 14 | 4  | Here’s Looking at You        | Patrząc na ciebie          | Jude Weng     | Valentina Garza, Rachel Burger               | 12 lipca 2022    | 12 lipca 2022               |
| 15 | 5  | The Tell                     | Opowiadanie                | Cherien Dabis | Matteo Borghese, Rob Turbovsky               | 19 lipca 2022    | 19 lipca 2022               |
| 16 | 6  | Performance Review           | Ocena działania            | Cherien Dabis | Ben Smith, Joshua Allen Griffith             | 26 lipca 2022    | 26 lipca 2022               |
| 17 | 7  | Flipping the Pieces          | Przerzucanie fragmentów    | Chris Teague  | Stephen Markley, Ben Philippe                | 2 sierpnia 2022  | 2 sierpnia 2022             |
| 18 | 8  | Hello, Darkness              | Witaj, ciemności           | Chris Teague  | Madeleine George                             | 9 sierpnia 2022  | 9 sierpnia 2022             |
| 19 | 9  | Sparring Partners            | Partnerzy sparingowi       | Jamie Babbit  | Kirker Butler                                | 16 sierpnia 2022 | 16 sierpnia 2022            |
| 20 | 10 | I Know Who Did It            | Wiem, kto to zrobił        | Jamie Babbit  | John Hoffman, Matteo Borghese, Rob Turbovsky | 23 sierpnia 2022 | 23 sierpnia 2022            |

### Sezon 3 (2023)
| №  | Nr | Tytuł             | Tytuł polski           | Reżyseria                             | Scenariusz                       | Premiera (Hulu)     | Premiera w Polsce (Disney+) |
| -- | -- | ----------------- | ---------------------- | ------------------------------------- | -------------------------------- | ------------------- | --------------------------- |
| 21 | 1  | The Show Must...  | Przedstawienie musi... | John Hoffman                          | John Hoffman, Sas Goldberg       | 8 sierpnia 2023     | 8 sierpnia 2023             |
| 22 | 2  | The Beat Goes On  | Muzyka wciąż gra       | John Hoffman                          | Ben Smith, Joshua Allen Griffith | 8 sierpnia 2023     | 8 sierpnia 2023             |
| 23 | 3  | Grab Your Hankies | Łapcie za chusteczki   | Adam Shankman                         | Matteo Borghese, Rob Turbovsky   | 15 sierpnia 2023    | 15 sierpnia 2023            |
| 24 | 4  | The White Room    | Sterylna atmosfera     | Adam Shankman                         | J.J. Philbin                     | 22 sierpnia 2023    | 22 sierpnia 2023            |
| 25 | 5  | Ah, Love!         | Ach, ta miłość!        | Chris Koch                            | Tess Morris, Noah Levine         | 29 sierpnia 2023    | 29 sierpnia 2023            |
| 26 | 6  | Ghost Light       | Widmowe światło        | Chris Koch                            | Madeleine George                 | 5 września 2023     | 5 września 2023             |
| 27 | 7  | CoBro             | Kuzyn jak brat         | Cherien Dabis                         | Ben Philippe, Jake Schnesel      | 12 września 2023    | 12 września 2023            |
| 28 | 8  | Spitzprobre       | Próba generalna        | Shari Springer Berman, Robert Pulcini | Pete Swanson, Siena Streiber     | 19 września 2023    | 19 września 2023            |
| 29 | 9  | Thirty            | Trzydzieści            | Cherien Dabis                         | Elaine Ko                        | 26 września 2023    | 26 września 2023            |
| 30 | 10 | Opening Night     | Premiera               | Jamie Babbit                          | John Hoffman, Ben Smith          | 3 października 2023 | 3 października 2023         |

### Sezon 4 (2024)
| №  | Nr | Tytuł                        | Tytuł polski                     | Reżyseria                              | Scenariusz                          | Premiera (Hulu)      | Premiera w Polsce (Disney+) |
| -- | -- | ---------------------------- | -------------------------------- | -------------------------------------- | ----------------------------------- | -------------------- | --------------------------- |
| 31 | 1  | Once Upon a Time in the West | Pewnego razu na Dzikim Zachodzie | John Hoffman                           | John Hoffman, Joshua Allen Griffith | 27 sierpnia 2024     | 27 sierpnia 2024            |
| 32 | 2  | Gates of Heaven              | Bramy Niebios                    | John Hoffman                           | Kristin Newman                      | 3 września 2024      | 3 września 2024             |
| 33 | 3  | Two for the Road             | Dwoje na drodze                  | Chris Koch                             | Ben Smith, Pete Swanson             | 10 września 2024     | 10 września 2024            |
| 34 | 4  | The Stunt Man                | Kaskader z przypadku             | Chris Koch                             | Madeleine George                    | 17 września 2024     | 17 września 2024            |
| 35 | 5  | Adaptation                   | Adaptacja                        | Jessica Yu                             | J. J. Philbin, Ella Robinson Brooks | 24 września 2024     | 24 września 2024            |
| 36 | 6  | Blow-Up                      | Powiększenie                     | Jessica Yu                             | Rick Wiener, Kenny Schwartz         | 1 października 2024  | 1 października 2024         |
| 37 | 7  | Valley of the Dolls          | Dolina lalek                     | Shari Springer Berman i Robert Pulcini | Matteo Borghese, Rob Turbovsky      | 8 października 2024  | 8 października 2024         |
| 38 | 8  | Lifeboat                     | Łódź ratunkowa                   | Shari Springer Berman & Robert Pulcini | Kristin Newman, Jake Schnesel       | 15 października 2024 | 15 października 2024        |
| 39 | 9  | Escape from Planet Klongo    | Ucieczka z planety Klongo        | Jamie Babbit                           | Ben Smith, Alex Bigelow             | 22 października 2024 | 22 października 2024        |
| 40 | 10 | My Best Friend's Wedding     | Mój chłopak się żeni             | Jamie Babbit                           | John Hoffman                        | 29 października 2024 | 29 października 2024        |

## Produkcja

### Rozwój projektu i casting
W styczniu 2020 roku poinformowano, że Steve Martin i John Hoffman pracują nad serialem dla platformy Hulu, w którym zagrać ma Martin i Martin Short. Serial ten został wyprodukowany przez 20th Television, a Martin, Short, Hoffman oraz Dan Fogelman i Jess Rosenthal zostali producentami wykonawczymi. W sierpniu Selena Gomez dołączyła do obsady i poinformowano, że ona również będzie producentem wykonawczym. W listopadzie poinformowano, że Aaron Dominguez zagra w serialu. W styczniu 2021 roku do obsady dołączyli Amy Ryan i Nathan Lane.
We wrześniu Hulu zamówiło drugi sezon serialu, a w grudniu poinformowano, że Cara Delevingne dołączyła do obsady obok Martina, Shorta i Gomez. W grudniu poinformowano, że w drugim sezonie ponadto powrócą: Lane, Tina Fey i James Caverly. W styczniu 2022 roku do obsady serialu dołączyły Shirley MacLaine i Amy Schumer oraz ujawniono, że Lane powtórzy swoją rolę z pierwszego sezonu. W lutym poinformowano, że w drugim sezonie wystąpi Michael Rapaport.
W lipcu 2022 roku poinformowano, że został zamówiony trzeci sezon serialu. W sierpniu ujawniono, że do obsady trzeciego sezonu dołączył Paul Rudd jako Ben Glenroy, który pojawił się gościnnie w finale drugiego sezonu. W styczniu 2023 roku wyjawiono, że Meryl Streep zagra w trzecim sezonie. W kwietniu Michael Cyril Creighton został awansowany do głównej obsady serialu.
W październiku 2023 roku zapowiedziano, że powstanie czwarty sezon.

### Zdjęcia
Zdjęcia do pierwszego sezonu rozpoczęły się 3 grudnia 2020 roku w Nowym Jorku, a zakończono je 15 kwietnia 2021 roku. Apartamentowiec The Belnord posłużył jako wnętrza dla fikcyjnego Arcona Building. Za zdjęcia odpowiadał Chris Teague, scenografię przygotował Curt Beech, a kostiumy zaprojektowała Dana Covarrubias. Za montaż sezonu pierwszego odpowiadali: JoAnne Yarrow, Julie Monroe i Matthew Barbato.
Prace na planie sezonu drugiego rozpoczęły się 1 grudnia 2021 roku.

## Muzyka
27 sierpnia 2021 roku został wydany przez Hollywood Records album Only Murders in the Building: Original Score z muzyką skomponowaną przez Siddhartha Khosla.
| Only Murders in the Building: Original Score – 2021 | Only Murders in the Building: Original Score – 2021 | Only Murders in the Building: Original Score – 2021 | Only Murders in the Building: Original Score – 2021 |
| Nr                                                  | Tytuł utworu                                        | Autor                                               | Długość                                             |
| --------------------------------------------------- | --------------------------------------------------- | --------------------------------------------------- | --------------------------------------------------- |
| 1.                                                  | „Main Title”                                        | S. Khosla                                           | 0:51                                                |
| 2.                                                  | „Mission Theme Pt. 1”                               | S. Khosla                                           | 1:11                                                |
| 3.                                                  | „Arconia Elevator Theme”                            | S. Khosla                                           | 0:37                                                |
| 4.                                                  | „Frozen Cat”                                        | S. Khosla                                           | 0:46                                                |
| 5.                                                  | „Aphrodite”                                         | S. Khosla                                           | 1:43                                                |
| 6.                                                  | „Vantage”                                           | S. Khosla                                           | 1:44                                                |
| 7.                                                  | „All Is Not Okay”                                   | S. Khosla                                           | 0:39                                                |
| 8.                                                  | „Oliver's Monologue”                                | S. Khosla                                           | 1:57                                                |
| 9.                                                  | „Who Was Tim Kono”                                  | S. Khosla                                           | 3:21                                                |
| 10.                                                 | „Podcast Theme (Punk Version)”                      | S. Khosla                                           | 1:24                                                |
| 11.                                                 | „Romantic Theme Pt. 1”                              | S. Khosla                                           | 1:03                                                |
| 12.                                                 | „Romantic Theme Pt. 2”                              | S. Khosla                                           | 1:31                                                |
| 13.                                                 | „Interrogation Fantasy Pt. 1”                       | S. Khosla                                           | 0:56                                                |
| 14.                                                 | „Interrogation Fantasy Pt. 2”                       | S. Khosla                                           | 0:45                                                |
| 15.                                                 | „Detective”                                         | S. Khosla                                           | 1:22                                                |
| 16.                                                 | „Mabel and Tim”                                     | S. Khosla                                           | 1:55                                                |
| 17.                                                 | „Pilot Ending”                                      | S. Khosla                                           | 1:43                                                |
| 18.                                                 | „Jan”                                               | S. Khosla                                           | 1:30                                                |
| 19.                                                 | „Charles”                                           | S. Khosla                                           | 1:16                                                |
| 20.                                                 | „Mission Theme Pt. 2”                               | S. Khosla                                           | 1:02                                                |
| 21.                                                 | „Finale”                                            | S. Khosla                                           | 5:19                                                |
|                                                     |                                                     |                                                     | 32:35                                               |

## Odbiór

### Oglądalność
3 września 2021 roku poinformowano, że Zbrodnie po sąsiedzku są najchętniej oglądaną premierą serialu komediowego w historii Hulu. Natomiast 28 października ujawniono, że stał się najczęściej oglądanym serialem komediowym w serwisie. Poinformowano również, że dzień po zakończeniu sezonu znalazł się on na 14. miejscu wśród najbardziej rozchwytywanych programów na życzenie w Stanach Zjednoczonych.

### Krytyka w mediach
Serial spotkał się z pozytywną reakcją krytyków. W serwisie Rotten Tomatoes 100% ze 107 recenzji sezonu pierwszego uznano za pozytywne, a średnia ocen wystawionych na ich podstawie wyniosła 8/10. W przypadku drugiego sezonu 98% ze 116 recenzji uznano za pozytywne ze średnią ocen 8,05/10. Natomiast przy trzecim sezonie 99% z 88 recenzji uznano za pozytywne przy średniej ocen 7,6/10. Na portalu Metacritic średnia ważona ocen z 34 recenzji pierwszego sezonu wyniosła 76 punktów na 100. Natomiast w przypadku drugiego sezonu średnia z 25 recenzji wyniosła 79 punktów, a przy trzecim sezonie średnia 32 recenzji wyniosła 77 punktów.
Kristen Baldwin z „Entertainment Weekly” oceniła, że „Zbrodnie po sąsiedzku zapewniają ponadprzeciętny ubaw, sprytną tajemnicę i gwiazdorską obsadę. Ale trudno oprzeć się wrażeniu, że serial przegapił okazję, by być czymś wyjątkowym”. Alan Sepinwall z „Rolling Stone” stwierdził, że serial „okazuje się być (...) rzadką i cudowną rzeczą: parodią, która jest również doskonałym przykładem autentyczności”. Adrian Horton z „The Guardian” napisał, że „jak na serial o obsesji, Zbrodnie po sąsiedzku zadziwiająco słabo przykuwają uwagę. Podobnie jak w przypadku prawdziwych podcastów kryminalnych, które go zainspirowały”. Matt Fowler z IGN ocenił serial jako „triumf tonu, charakteru i dziwacznych meta-warstw. (...) Zbrodnie po sąsiedzku to klejnot serialu, który może być zarówno poważny, jak i zabawny. Może wciągnąć ciepłem, a jednocześnie trochę wypchnąć z samoreferencyjną głupotą”. Caroline Framke z „Variety” stwierdziła, że „nawet jeśli Zbrodnie po sąsiedzku nie do końca trafiają w sedno ani nie otwierają drzwi, aby ujawnić dokładnie to, czego można by się spodziewać, to jest wystarczająco bystry by spróbować czegoś innego, co działa znacznie lepiej. Podobnie jak jego nadpobudliwi nowi detektywi, serial jest wystarczająco sprytny i delikatnie dziwny, by zrobić wrażenie”.

### Nagrody i nominacje
| Rok  | Ceremonia                               | Kategoria                                                                          | Nominowani | Rezultat  | Przypis       |
| ---- | --------------------------------------- | ---------------------------------------------------------------------------------- | --- | --------- | ------------- |
| 2021 | People’s Choice Awards                  | Ulubiony serial komediowy                                                          | Zbrodnie po sąsiedzku                                                                                              | Nominacja | [ 60 ]        |
| 2021 | People’s Choice Awards                  | Ulubiona telewizyjna gwiazda komediowa                                             | Selena Gomez | Wygrana   | [ 60 ]        |
| 2021 | People’s Choice Awards                  | Ulubiona telewizyjna gwiazda komediowa                                             | Steve Martin | Nominacja | [ 60 ]        |
| 2022 | Golden Globe Awards                     | Najlepszy serial komediowy lub musical                                             | Zbrodnie po sąsiedzku                                                                                              | Nominacja | [ 61 ]        |
| 2022 | Golden Globe Awards                     | Najlepszy aktor w serialu komediowym lub musicalu                                  | Steve Martin | Nominacja | [ 61 ]        |
| 2022 | Golden Globe Awards                     | Najlepszy aktor w serialu komediowym lub musicalu                                  | Martin Short | Nominacja | [ 61 ]        |
| 2022 | Satellite Awards                        | Najlepszy serial komediowy lub musical                                             | Zbrodnie po sąsiedzku                                                                                              | Nominacja | [ 62 ]        |
| 2022 | Satellite Awards                        | Najlepsza aktorka w serialu komediowym lub musicalu                                | Selena Gomez | Nominacja | [ 62 ]        |
| 2022 | Satellite Awards                        | Najlepszy aktor w serialu komediowym lub musicalu                                  | Steve Martin | Nominacja | [ 62 ]        |
| 2022 | Critics’ Choice Television Awards       | Najlepszy serial komediowy                                                         | Zbrodnie po sąsiedzku                                                                                              | Nominacja | [ 63 ]        |
| 2022 | Critics’ Choice Television Awards       | Najlepsza aktorka w serialu komediowym                                             | Selena Gomez | Nominacja | [ 63 ]        |
| 2022 | Critics’ Choice Television Awards       | Najlepszy aktor w serialu komediowym                                               | Steve Martin | Nominacja | [ 63 ]        |
| 2022 | Critics’ Choice Television Awards       | Najlepszy aktor w serialu komediowym                                               | Martin Short | Nominacja | [ 63 ]        |
| 2022 | Nagroda Gildii Aktorów Ekranowych       | Najlepszy aktor w serialu komediowym                                               | Martin Short | Nominacja | [ 64 ]        |
| 2022 | Nagroda Gildii Aktorów Ekranowych       | Najlepszy aktor w serialu komediowym                                               | Steve Martin | Nominacja | [ 64 ]        |
| 2022 | Nagroda Gildii Aktorów Ekranowych       | Najlepszy zespół aktorski w serialu komediowym                                     | Aaron Dominguez, Selena Gomez, Jackie Hoffman, Jayne Houdyshell, Steve Martin, Amy Ryan, Martin Short              | Nominacja | [ 64 ]        |
| 2022 | Primetime Emmy Awards                   | Najlepszy serial komediowy                                                         | Zbrodnie po sąsiedzku                                                                                              | Nominacja | [ 65 ] [ 66 ] |
| 2022 | Primetime Emmy Awards                   | Najlepszy aktor w serialu komediowym                                               | Steve Martin | Nominacja | [ 65 ] [ 66 ] |
| 2022 | Primetime Emmy Awards                   | Najlepszy aktor w serialu komediowym                                               | Martin Short | Nominacja | [ 65 ] [ 66 ] |
| 2022 | Primetime Emmy Awards                   | Najlepsza reżyseria serialu komediowego                                            | Cherien Dabis (za odcinek „Chłopak spod 6B”)                                                                       | Nominacja | [ 65 ] [ 66 ] |
| 2022 | Primetime Emmy Awards                   | Najlepsza reżyseria serialu komediowego                                            | Jamie Babbit (za odcinek „Prawdziwa zbrodnia”)                                                                     | Nominacja | [ 65 ] [ 66 ] |
| 2022 | Primetime Emmy Awards                   | Najlepszy scenariusz serialu komediowego                                           | Steve Martin, John Hoffman (za odcinek „Prawdziwa zbrodnia”)                                                       | Nominacja | [ 65 ] [ 66 ] |
| 2022 | Primetime Creative Arts Emmy Awards     | Najlepsza czołówka                                                                 | Lisa Bolan, Tnaya Witmer, Laura Perez, James Hurlburt, Evan Larimore, Jahmad Rollins                               | Nominacja | [ 65 ]        |
| 2022 | Primetime Creative Arts Emmy Awards     | Najlepszy gościnny występ aktorki w serialu komediowym                             | Jane Lynch (za odcinek „Nadgodziny”)                                                                               | Nominacja | [ 65 ]        |
| 2022 | Primetime Creative Arts Emmy Awards     | Najlepszy gościnny występ aktora w serialu komediowym                              | Nathan Lane (za odcinek „Chłopak spod 6B”)                                                                         | Wygrana   | [ 65 ]        |
| 2022 | Primetime Creative Arts Emmy Awards     | Najlepsza kompozycja muzyczna w serialu (oryginalna dramatyczna ścieżka dźwiękowa) | Siddhartha Khosla (za odcinek „Chłopak spod 6B”)                                                                   | Nominacja | [ 65 ]        |
| 2022 | Primetime Creative Arts Emmy Awards     | Najlepsza scenografia w programie fabularnym (półgodzinnym)                        | Curt Beech, Jordan Jacobs, Rich Murray (za odcinek „Prawdziwa zbrodnia”)                                           | Wygrana   | [ 65 ]        |
| 2022 | Primetime Creative Arts Emmy Awards     | Najlepsze kostiumy współczesne                                                     | Dana Covarrubias, Amanda Bujak, Amy Burt (za odcinek „Kim jest Tim Kono?”)                                         | Nominacja | [ 65 ]        |
| 2022 | Primetime Creative Arts Emmy Awards     | Najlepszy dobór obsady serialu komediowego                                         | Bernard Telsey, Tiffany Little Canfield                                                                            | Nominacja | [ 65 ]        |
| 2022 | Primetime Creative Arts Emmy Awards     | Najlepszy dźwięk w serialu komediowym, dramatycznym (półgodzinnym) lub animowanym  | Lindsey Alvarez, Mathew Waters, Joseph White Jr. (za odcinek „Chłopak spod 6B”)                                    | Wygrana   | [ 65 ]        |
| 2022 | Primetime Creative Arts Emmy Awards     | Najlepszy montaż serialu komediowego kręconego przy użyciu jednej kamery           | JoAnne Marie Yarrow (za odcinek „Fan fiction”)                                                                     | Nominacja | [ 65 ]        |
| 2022 | Primetime Creative Arts Emmy Awards     | Najlepszy montaż serialu komediowego kręconego przy użyciu jednej kamery           | Julie Monroe (za odcinek „Otwarte i zamknięte”)                                                                    | Nominacja | [ 65 ]        |
| 2022 | Primetime Creative Arts Emmy Awards     | Najlepszy oryginalny temat muzyczny                                                | Siddhartha Khosla                                                                                                  | Nominacja | [ 65 ]        |
| 2022 | People’s Choice Awards                  | Ulubiony serial komediowy                                                          | Zbrodnie po sąsiedzku                                                                                              | Nominacja | [ 67 ]        |
| 2022 | People’s Choice Awards                  | Ulubiona telewizyjna gwiazda komediowa                                             | Selena Gomez | Wygrana   | [ 67 ]        |
| 2022 | People’s Choice Awards                  | Ulubiona aktorka telewizyjna                                                       | Selena Gomez | Nominacja | [ 67 ]        |
| 2022 | MTV Movie & TV Awards                   | Najlepszy zespół aktorski                                                          | Martin Short, Selena Gomez, Steve Martin                                                                           | Nominacja | [ 68 ]        |
| 2022 | Hollywood Critics Association TV Awards | Najlepszy serial komediowy – streaming                                             | Zbrodnie po sąsiedzku                                                                                              | Nominacja | [ 69 ]        |
| 2022 | Hollywood Critics Association TV Awards | Najlepszy aktor w serialu komediowym – streaming                                   | Martin Short | Wygrana   | [ 69 ]        |
| 2022 | Hollywood Critics Association TV Awards | Najlepszy aktor w serialu komediowym – streaming                                   | Steve Martin | Nominacja | [ 69 ]        |
| 2022 | Hollywood Critics Association TV Awards | Najlepsza aktorka w serialu komediowym – streaming                                 | Selena Gomez | Wygrana   | [ 69 ]        |
| 2022 | Hollywood Critics Association TV Awards | Najlepszy aktor drugoplanowy w serialu komediowym – streaming                      | Nathan Lane | Nominacja | [ 69 ]        |
| 2022 | Hollywood Critics Association TV Awards | Najlepsza aktorka drugoplanowa w serialu komediowym – streaming                    | Amy Ryan | Nominacja | [ 69 ]        |
| 2022 | Hollywood Critics Association TV Awards | Najlepsza reżyseria w serialu komediowym – streaming                               | Jamie Babbit (za odcinek „Prawdziwa zbrodnia”)                                                                     | Nominacja | [ 69 ]        |
| 2022 | Hollywood Critics Association TV Awards | Najlepsza reżyseria w serialu komediowym – streaming                               | Cherien Dabis (za odcinek „Chłopak spod 6B”)                                                                       | Nominacja | [ 69 ]        |
| 2022 | Hollywood Critics Association TV Awards | Najlepszy scenariusz w serialu komediowym – streaming                              | Steve Martin, John Hoffman (za odcinek „Prawdziwa zbrodnia”)                                                       | Nominacja | [ 69 ]        |
| 2023 | Nagroda Gildii Aktorów Ekranowych       | Najlepszy aktor w serialu komediowym                                               | Martin Short | Nominacja | [ 70 ]        |
| 2023 | Nagroda Gildii Aktorów Ekranowych       | Najlepszy aktor w serialu komediowym                                               | Steve Martin | Nominacja | [ 70 ]        |
| 2023 | Nagroda Gildii Aktorów Ekranowych       | Najlepszy zespół aktorski w serialu komediowym                                     | Michael Cyril Creighton, Cara Delevingne, Selena Gomez, Jayne Houdyshell, Steve Martin, Martin Short, Adina Verson | Nominacja | [ 70 ]        |
| 2023 | Golden Globe Awards                     | Najlepszy serial komediowy lub musical                                             | Zbrodnie po sąsiedzku                                                                                              | Nominacja | [ 71 ]        |
| 2023 | Golden Globe Awards                     | Najlepszy aktor w serialu komediowym lub musicalu                                  | Steve Martin | Nominacja | [ 71 ]        |
| 2023 | Golden Globe Awards                     | Najlepszy aktor w serialu komediowym lub musicalu                                  | Martin Short | Nominacja | [ 71 ]        |
| 2023 | Golden Globe Awards                     | Najlepsza aktorka w serialu komediowym lub musicalu                                | Selena Gomez | Nominacja | [ 71 ]        |
| 2023 | Satellite Awards                        | Najlepszy serial komediowy lub musical                                             | Zbrodnie po sąsiedzku                                                                                              | Nominacja | [ 72 ]        |
| 2023 | Satellite Awards                        | Najlepsza aktorka w serialu komediowym lub musicalu                                | Selena Gomez | Nominacja | [ 72 ]        |
| 2023 | Satellite Awards                        | Najlepszy aktor w serialu komediowym lub musicalu                                  | Martin Short | Nominacja | [ 72 ]        |